# Semnul întrebării

Semnul întrebării standard

Semnul întrebării, numit și semn de întrebare, este un semn de punctuație folosit în scriere pentru a marca intonația propozițiilor sau a frazelor interogative. Se notează cu „?” și se așază după cuvinte, grupuri de cuvinte, propoziții și fraze care au un caracter interogativ sau care reprezintă întrebări directe, precum și după titlurile care au caracter interogativ, ca de exemplu în titlul poeziei „Ce e amorul?”, de Mihai Eminescu.

## Istorie
Semnul întrebării este atribuit lui Flaccus Albinus Alcuinus și a fost inventat la sfârșitul secolului al VIII-lea. Pe atunci, punctus interrogativus era compus dintr-un punct și o formă de „fulger” dinspre dreapta spre stânga. Arhivat în 12 octombrie 2007, la Wayback Machine.
La începutul secolului al XIII-lea, când comunitatea culturală se dezvolta în Paris și în alte orașe mari din lume, în majoritatea cărților produse apărea un semn al întrebării foarte asemănător cu cel găsit în ziua de azi.
Utilizarea unui spațiu între ultimul cuvânt și semnul întrebării provine de la francezi, pe când în limba engleză a se pune spațiu după cuvântul dinaintea semnului întrebării și semnul întrebării este deranjant, iar The Oxford English Dictionary (cel mai mare dicționar de limbă engleză) nu recomandă acest lucru.
Unii consideră că simbolul ar proveni de la cuvântul latin quaestiō (qvaestio), ce înseamnă "întrebare", ce a fost abreviat ca Qo în timpul evului mediu. Litera mare Q a fost scrisă deasupra literei mici o, iar acest simbol s-a transformat în simbolul modern. Totuși, nu există dovezi ale folosirii notației lui Q deasupra o în manuscrisele medievale, ba chiar dimpotrivă, din manuscrisele medievale pare că semnul evoluează către un q. 

## Reguli de utilizare a semnului întrebării
Semnul întrebării se folosește:
- după cuvinte, grupuri de cuvinte, propoziții sau fraze cu caracter interogativ;
- într-o conversație, când unul dintre interlocutori răspunde prin mimică și gesturi;
- după titlurile constituite din propoziții interogative directe

„După semnul întrebării și semnul exclamării, inițiala majusculă marchează începutul altui enunț și presupune o pauză precedentă mai lungă, pe când inițiala mică semnalează continuarea comunicării în același enunț și o pauză interioară mai mică, deci un tempo mai grăbit al vorbirii.”

## În alte limbi

Semn de întrebare de început și sfârșit de propoziție (în spaniolă)

În unele limbi, ca spaniola, galiciana și leoneza, pe lângă semnul de întrebare normal, înaintea propozițiilor interogative se folosește un semn de întrebare inversat vertical (¿), astfel încât toate expresiile interogative se scriu între două semne de întrebare, exemplu: ¿Qué sera? („Ce va fi?”).
În limba franceză se pune un spațiu înaintea semnului de întrebare (de exemplu, "Que voulez-vous boire ?").
În limbile greacă și slavonă bisericească în locul semnului de întrebare normal se folosește punctul și virgula („;”)
În limba armeană semnul de întrebare (՞) are forma unui cerc deschis plasat pe ultima vocală a cuvântului din propoziția interogativă.

Semn de întrebare inversat în arabă și persană

În limbile arabă și persană, în care se scrie de la dreapta la stânga, este folosit un semn de întrebare inversat orizontal „؟”. Limba ebraică se scrie de asemenea de la dreapta la stânga dar folosește un semn de întrebare normal „?”.
Semnul de întrebare se folosește și în limbile chineză, coreeană și japoneză, deși în japoneză nu e obligatoriu. De obicei în chineză și japoneză se folosește un semn de întrebare mai lat : „？” (cu codul Unicode: U+FF1F).